# Aemulatrix notognatha
Aemulatrix notognatha is een vlinder uit de familie bladrollers (Tortricidae). De wetenschappelijke naam is voor het eerst geldig gepubliceerd in 1988 door Alexey Diakonoff.
De soort komt voor in het Afrotropisch gebied.

## Type
- holotype: "male"
- instituut: MNHN, Parijs, Frankrijk
- typelocatie: "Madagascar, Madagascar Est. environs de Prinet, fort d'Analamazoatra"